# Cascada Henrhyd
Cascada Henrhyd (în galeză Sgwd Henrhyd), aflată în Parcul Național Brecon Beacons, Țara Galilor, este cea mai înaltă cascadă din sudul Țării Galilor, cu o cădere de 27 de metri. Acesta se află pe proprietatea National Trust, în regiunea Powys. Cea mai apropiată așezare este Coelbren, pe drumul dintre Glynneath și Abercraf. Deși nu se află în zona principală, cascada este considerată de mulți a fi parte din Țara Cascadelor din Țara Galilor.

## Geologie
Cascada se află în locul unde un râu mic, Nant Llech, curge peste marginea unei falii de gresie tare, cunoscută sub numele de Farewell Rock, care formează jumătatea superioară a stâncii și care constituie baza South Wales Coal Measures. Sub aceasta se află un strat de gresie subcrenatum, care formează mare parte din porțiunea de cădere, separată de Farewell Rock de deasupra de o bandă marină Subcrenatum. Atât gresia, cât și banda marină sunt parte a Formațiunii Bishopston Mudstone, inclusă în Marros Group, numele modern din sudul Țării Galilor pentru ansamblul de straturi care a fost în mod tradițional cunoscut sub numele de Millstone Grit. O ravenă aflată la baza cascadei marchează linia Faliei Henrhyd care este responsabilă pentru prezența cascadei .

## Acces

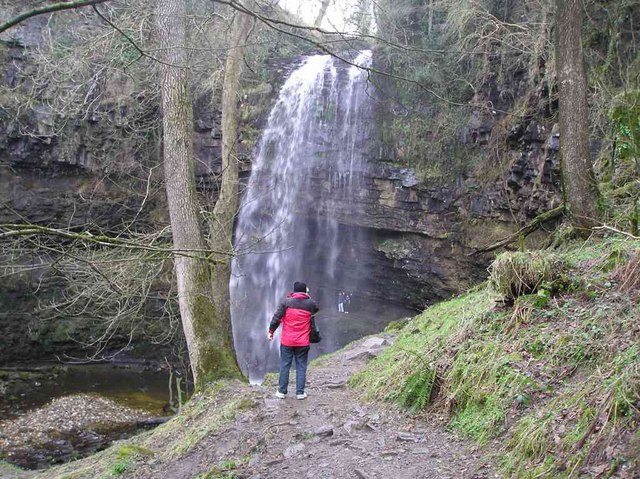
Vedere a cascadei, în care se observă stânca săpată în spatele perdelei de apă

La cascadă se ajunge după o coborâre abruptă de la parcarea creată de National Trust, fiind un loc popular printre vizitatori. O altă cărare mai abruptă duce la cascadă pe partea opusă a văii pornind din Heol Henrhyd, drumul prin satul Coelbren. Unul dintre cei mai renumiți vizitatori ai cascadei a fost Sir William Edmond Logan (mai târziu director al Geological Survey of Canada), care a efectuat un studiu geologic detaliat al zonei, descoperind la aproximativ 1,5 km în aval de cascadă copaci fosili care se află acum în fața Muzeului Swansea.
Scena finală din Cavalerul Negru: Legenda renaște a fost filmată la cascadă, care a jucat rolul intrării în Peșteră.